# Archibald Robertson (évêque)
Archibald Robertson (29 juin 1853-29 janvier 1931) est le septième directeur du King's College de Londres, et est plus tard évêque d'Exeter.

## Jeunesse et éducation
Il est né au presbytère de Sywell, dans le Northamptonshire, fils aîné de George Samuel Robertson, curé de Sywell (1825-1874) et de sa femme, Helen Kerr, et petit-fils d' Archibald Robertson et de William Charles Kerr junior, tous deux médecins de Northampton. Il fait ses études au Bradfield College et au Trinity College d'Oxford, où il obtient son diplôme en 1876 avec un diplôme de première classe en lettres classiques (Lit. Hum.). Il devient membre du Trinity college en 1876 (jusqu'en 1886), doyen (1879-1883) et docteur en théologie (DD). Il est ordonné (les deux fois par John Mackarness, évêque d'Oxford) : diacre le dimanche de la Trinité (16 juin) 1878 dans l'église paroissiale de Cuddesdon et prêtre (21 décembre) 1882 à Christ Church.

## Carrière
De 1883 à 1897, il est maître de Hatfield Hall à Durham. Il est ensuite directeur du King's College de Londres de 1897 à 1903, période au cours de laquelle il est élu vice-chancelier de l'Université de Londres pour l'année 1902-1903. Il est également aumônier pour George Forrest Browne, évêque de Bristol, en 1897, et devient membre du King's College en 1899. Il reçoit un doctorat honorifique (Doctor of Divinity, DD) de l'Université de Durham en 1893 et un autre (Legum Doctor, LLD) de l'Université de Glasgow en juin 1901. Il est Boyle Lecturer en 1900 et Bampton Lecturer en 1901, puis devient membre honoraire de Trinity en 1903 et vice-président de la Clan-Donnachaid Society.
Au cours de sa carrière universitaire, Robertson est un spécialiste de la patristique et de l'histoire de l'Église, domaine dans lequel il est largement publié et respecté. Il est élu évêque d'Exeter le lundi de Pâques (13 avril) 1903 consacré le 1er mai (par Randall Davidson, archevêque de Cantorbéry, à la cathédrale Saint-Paul) et installé à la cathédrale d'Exeter le 5 mai. En 1912, la tour Lollards sur le mur de la ville d'Exeter est reconstruite et plusieurs tablettes de pierre sculptées affichant les armes de l'évêque Robertson sont placées dans les murs, dont une au-dessus de l'entrée voûtée connue sous le nom de poterne de l'évêque Carey. Il est évêque diocésain jusqu'en 1916 quand il démissionne en raison de problèmes de santé, se retirant à Oxford, où il meurt chez lui en 1931.
Robertson est fortement en faveur de la déclaration de guerre de la Grande-Bretagne contre l'Allemagne en août 1914. Il croit que le but ultime de l'Allemagne est de détruire la Grande-Bretagne. « Qu'il plaise à Dieu de nous donner la victoire ou non, nous croyons que nous luttons pour la fraternité et l'égalité de droit des nations, contre la prétention que la force est le droit ! De plus, nous combattons en état de légitime défense.

## Famille
Robertson se marie en 1885, peu de temps après son arrivée à Durham avec Julia Mann, fille de Charles, recteur de Mawgan-in-Meneage et St Issey, Cornouailles. Ils ont trois fils. L'aîné d'entre eux, du même nom, est le communiste et athée Archibald Robertson (1886-1961).

## Travaux
- St Athanasius on the Incarnation: Edited for the Use of Students with a Brief Introduction And Notes, London, first, 1882
- St Athanasius on the Incarnation, London, second, 1891 (lire en ligne)
- A Select Library of the Nicene and Post-Nicene Fathers of the Christian Church, Second Series, Volume IV: St. Athanasius Select Work and Letters, 1892
- Archibald Robertson, Roman Claims to Supremacy, London, S.P.C.K., 1896
- Archibald Robertson, Regnum Dei: Eight Lectures on the Kingdom of God in the History of Christian Thought, London, Methuen, coll. « Bampton Lectures », 1901 (lire en ligne)
- Archibald Robertson et Alfred Plummer, A Critical and Exegetical Commentary on the First Epistle of St. Paul to the Corinthians, Edinburgh, first, 1911
- Archibald Robertson et Alfred Plummer, A Critical and Exegetical Commentary on the First Epistle of St. Paul to the Corinthians, Edinburgh, second, 1914 (lire en ligne)